# Tricoteuses

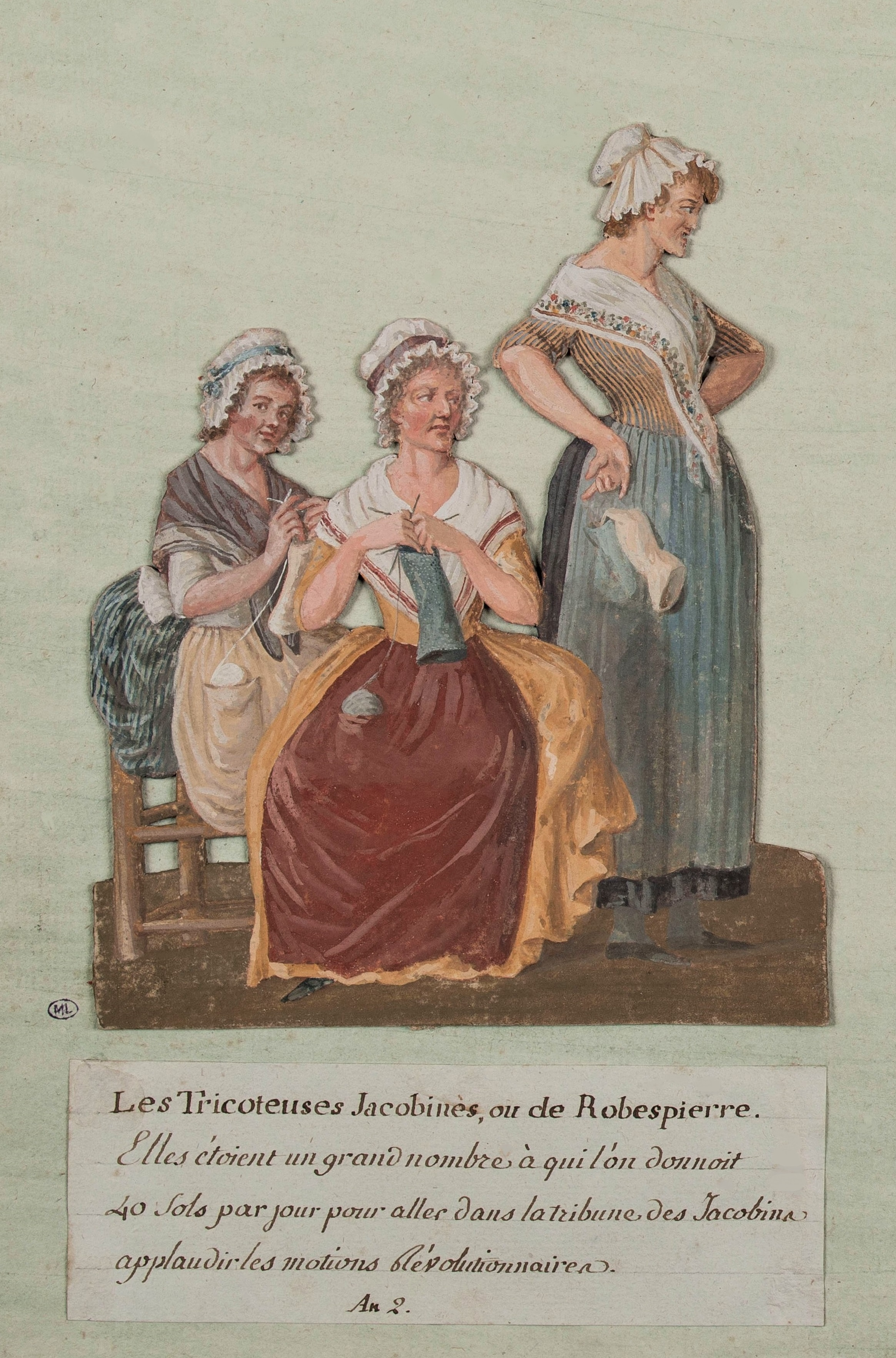
Les Tricoteuses jacobines, gouache de Jean-Baptiste Lesueur, 1793, musée Carnavalet.

Les tricoteuses sont les femmes du peuple qui, pendant la Révolution française de 1789, assistaient aux séances de la Convention nationale, des clubs populaires et du tribunal révolutionnaire tout en tricotant.
Initialement surnommées « Jacobines, habituées des tribunes », leurs appels véhéments à la Terreur, leur participation à la chute des Girondins leur valurent le surnom d'« enragées » ou de « furies de la guillotine ». Ce n'est que tardivement au cours du XIXe siècle que le terme de tricoteuses désignera de façon plus générale toutes les femmes ayant participé aux mouvements revendicatifs entre 1789 et 1795. On appelait comme cela les femmes sans culottes qui étaient souvent tenancières de boutiques : elles se déplaçaient dans toute la France pour assister aux assemblées de la Révolution. Elles écoutaient en tricotant mais elles ne pouvaient pas parler. L'expression tricoteuses désigne des femmes aux idées révolutionnaires. Tricoter signifie au départ « battre a coup de triquot », qui est un mot disparu, « triquot », qui est un dérivé de « trique », qui est un bâton que l'on passait pour araser (qui signifie « battre ») une mesure pour évaluer la quantité du grain. Il y a une expression qui vient de la « se taper la trique », qui veut dire se masturber et « avoir la trique » qui veut dire être en érection. Ensuite, le mot signifiait courir ou sauter et danser et pour un cheval, « remuer beaucoup les pattes sans avancer ». Et au XVIe siècle, il désignait le mouvement avec trois aiguilles pour faire un tissu en mailles.

## Naissance d'un mythe
En novembre 1794, l'interdiction du club des jacobins (22 brumaire An III), puis le procès de Jean Baptiste Carrier (27 frimaire An III), deviennent pour les militants populaires les signes précurseurs d'un retour de la réaction et la société se fracture en deux partis. Les classes populaires, hommes et femmes confondus, placent immédiatement les élus de la majorité de la Convention dans le parti adverse. Si dans les rapports de police elles n'apparaissent pas comme une force particulière, assez rapidement se dégage un groupe de « femmes des tribunes » qui soutiennent les députés Montagnards, conspuent les tribunes des modérés, organisent la protestation et le désordre.
Le terme de « tricoteuse » apparaît en 1793 et finit par désigner l'ensemble des femmes appartenant au mouvement populaire féminin de la Révolution française.
Progressivement, au cours du XIXe siècle, lui sera attaché l'image du sang et de la guillotine, sous l'influence notamment de Chateaubriand : « Je ne connais que la déesse de la Raison, dont les couches, hâtées par des adultères, aient eu lieu dans les danses de la mort. Il tombait de ses flancs publics des reptiles immondes qui ballaient à l'instant même avec les tricoteuses autour de l'échafaud, au son du coutelas, remontant et redescendant, refrain de la danse diabolique ».
Le mythe est désormais posé, une image fantasmagorique de monstre féminin assoiffé de sang que l'on retrouve, 80 ans plus tard sous la plume d’Anatole France : « La grande tricoteuse, montrant du doigt un vieillard soupçonné d'être un moine défroqué, jurait que c'était « le capucin » qui avait fait le coup. La foule, aussitôt persuadée, poussa des cris de mort. »
Dans un article de 1989, Dominique Godineau cite plusieurs ouvrages relativement « grand public » parus à l'occasion du bicentenaire de la Révolution. Quelles que soient les sensibilités des différents auteurs sur la Révolution, ils associent les tricoteuses « à la guillotine, au sang et à la mort … C'est ainsi que, dans une certaine tradition contre révolutionnaire, « la tricoteuse », monstre sanguinaire, s'identifie à une Révolution elle-même monstrueuse. »
« Plus largement, c’est toute la Révolution qui est un « grand drame sexuel » selon une formule du docteur Cabanès célèbre, au début du XXe siècle, pour ses livres consacrés à la « névrose révolutionnaire ». C’est elle qui, comme le sous-entend, au même moment, le publiciste Georges Fleichsman, a rendu les « femmes cent fois plus cruelles » qu’auparavant. Il reprend la formule du député Philippe Drulhe, en 1793, qui sera régulièrement citée dans les deux siècles suivants pour condamner les « amazones » révolutionnaires. »